# Arthur Albiston
Arthur Albiston, né le 14 juillet 1957 à Édimbourg (Écosse), est un footballeur écossais, qui évoluait au poste d'arrière gauche à Manchester United et en équipe d'Écosse. 
Albiston n'a marqué aucun but lors de ses quatorze sélections avec l'équipe d'Écosse entre 1982 et 1986.

## Biographie
Il passa la plupart de sa carrière sous les couleurs de Manchester United, y remporta deux FA Cup et aida le club à remonter en 1975, l'année précédant sa descente. Le club n'est plus redescendu depuis. Il se retira du football en laissant une trace de mercenaire, après avoir changé chaque année de club après son transfert de Manchester United et son échec à W.B.A. Il est le 10e joueur ayant le plus joué avec Manchester United, comptant 485 apparitions pour 7 buts.
Aujourd'hui, Arthur a un poste au sein des Red Devil's en tant que préparateur physique et fut aussi analyste sportif de Manchester United pour la presse locale.

## Carrière de joueur
- 1974-1988 : Manchester United
- 1988-1989 : West Bromwich Albion
- 1989-1990 : Dundee
- 1990-1991 : Chesterfield
- 1991-1993 : Chester City
- 1992-1993 : Molde FK
- 1996-1998 : Ayr United
- 1994 : Sittingbourne FC
- 1994 : Witton Albion FC
- 1994 : Droylsden

## Palmarès

### En équipe nationale
- 14 sélections et 0 but avec l'équipe d'Écosse entre 1982 et 1986.

### Avec Manchester United
- Vainqueur de la Coupe d'Angleterre de football en 1977, 1983 et 1985.
- Vainqueur du Championnat d'Angleterre de football D2 en 1975.
- Vainqueur du Charity Shield en 1977 et 1983.

## Carrière d'entraîneur
- 1996-1997 : Droylsden